# Tamridjet
Tamridjet (em árabe: تامريجت) é uma comuna localizada na província de Bugia, no norte da Argélia. Segundo o censo de 2008, a população total da cidade era de  habitantes.